# 朝日に栄光あれ
「朝日に栄光あれ」（あさひにえいこうあれ）は、神津善行作曲の行進曲である。テレビ朝日のスポーツテーマ曲として使用された。

## 概要
テレビ朝日独自のスポーツテーマ曲としては、NET時代に使われていたレイモンド服部作曲の行進曲「スポーツマン」、それに次いでモスクワオリンピック中継番組用として製作した『テレビ朝日スポーツ・テーマ』（いずみたく作曲・編曲）がある。この曲は日本がモスクワオリンピック参加をボイコットしたため、1979年頃から『ワールドプロレスリング』をはじめとしたスポーツ中継のオープニング曲に転用されていた（1982年頃まで使用）。なお、この曲の原曲は現在、完全な形での音源が残っていないため、改めてカバー音源を録音しない限り、ソフト化が困難な状態になっている。
本曲はテレビ朝日の汎用的なスポーツテーマ曲として製作され、1982年から1991年までプロ野球中継（『ゴールデンナイター』）や『ワールドプロレスリング』『全日本大学駅伝』（1990年まで）で使用された（『ワープロ』ではシンセサイザーを加え、ヘンデル作「見よ勇者は帰る」の一節を織り込んだアレンジ版も使われた）。また、『ANNスポーツニュース』のテーマとしても、1987年まで使用された。なお、朝日放送テレビでは『ウィーンはいつもウィーン』に差し替えていた番組があった。
現在はスポーツテーマ曲としては使用されていないが、テレビ朝日の番組でプロレスを紹介するときのBGMとして使用されることがある。
1980年代にヤクルトスワローズ・八重樫幸雄の応援歌として使用されていた（末期は別の曲が使用されていた）。